# Дрифтова теорія

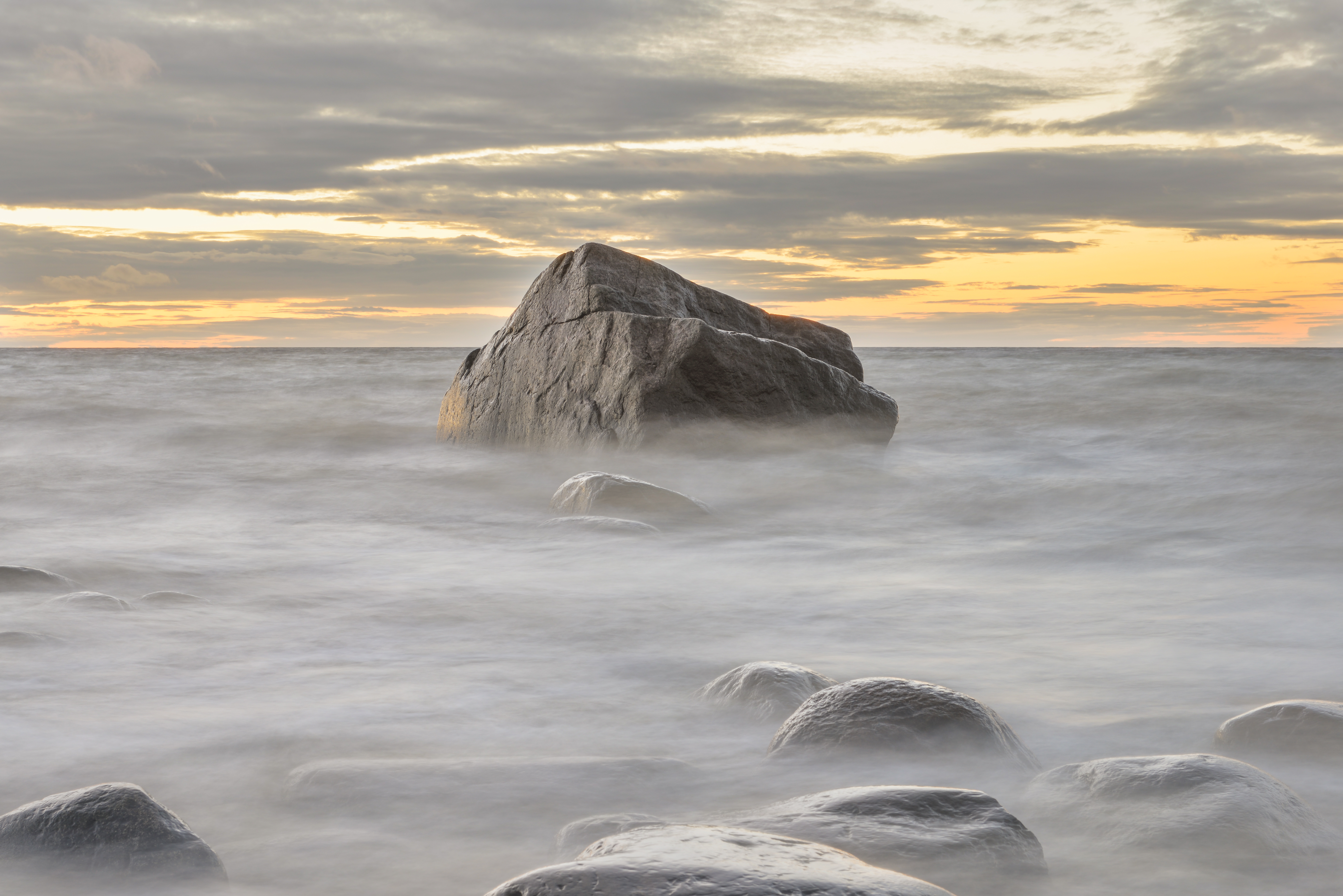
Ератичні валуни. Північна Естонія

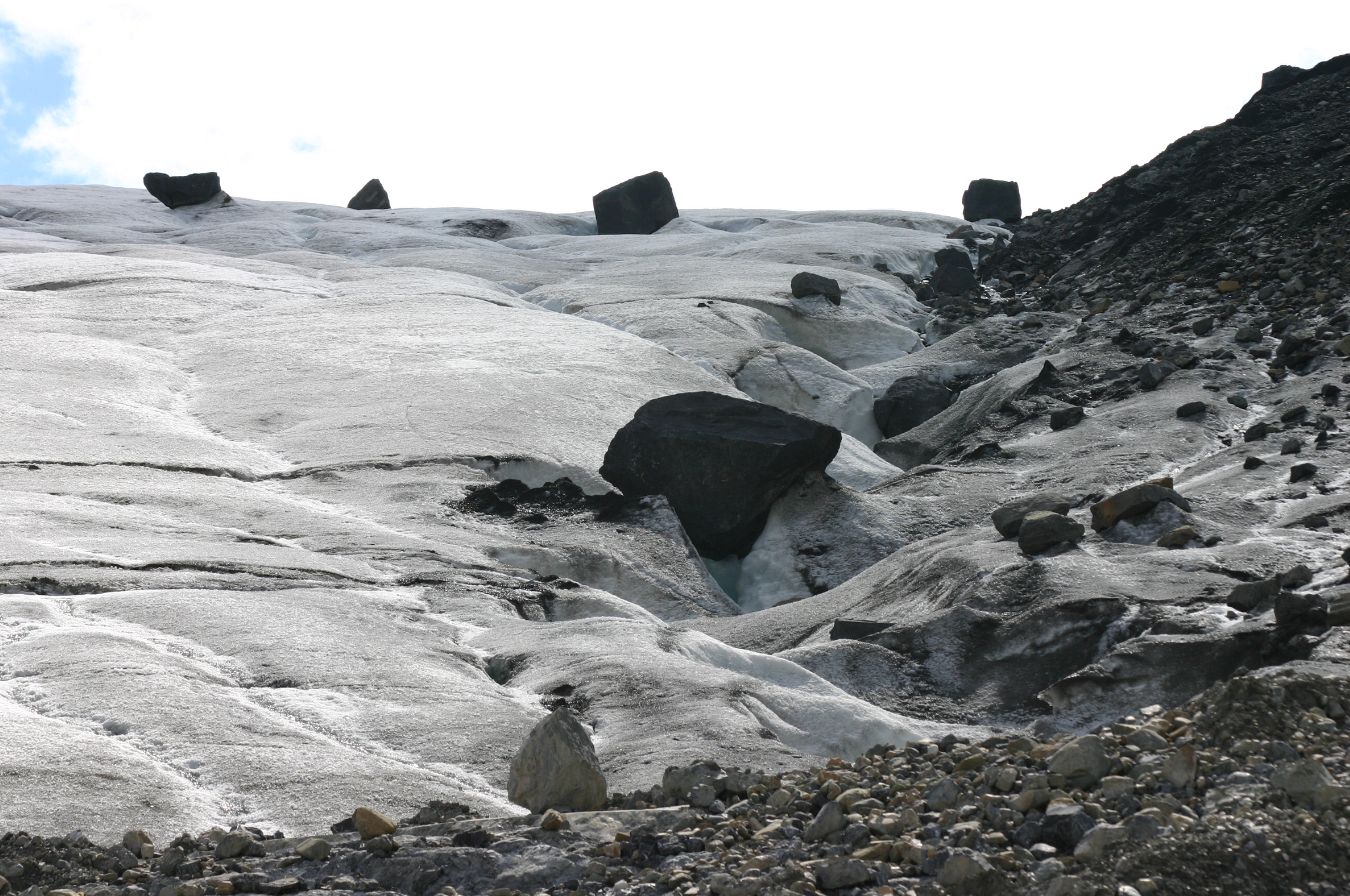
Льодовиковий транспорт з валунів. Валуни ілюструють відступ (танення) льодовика.

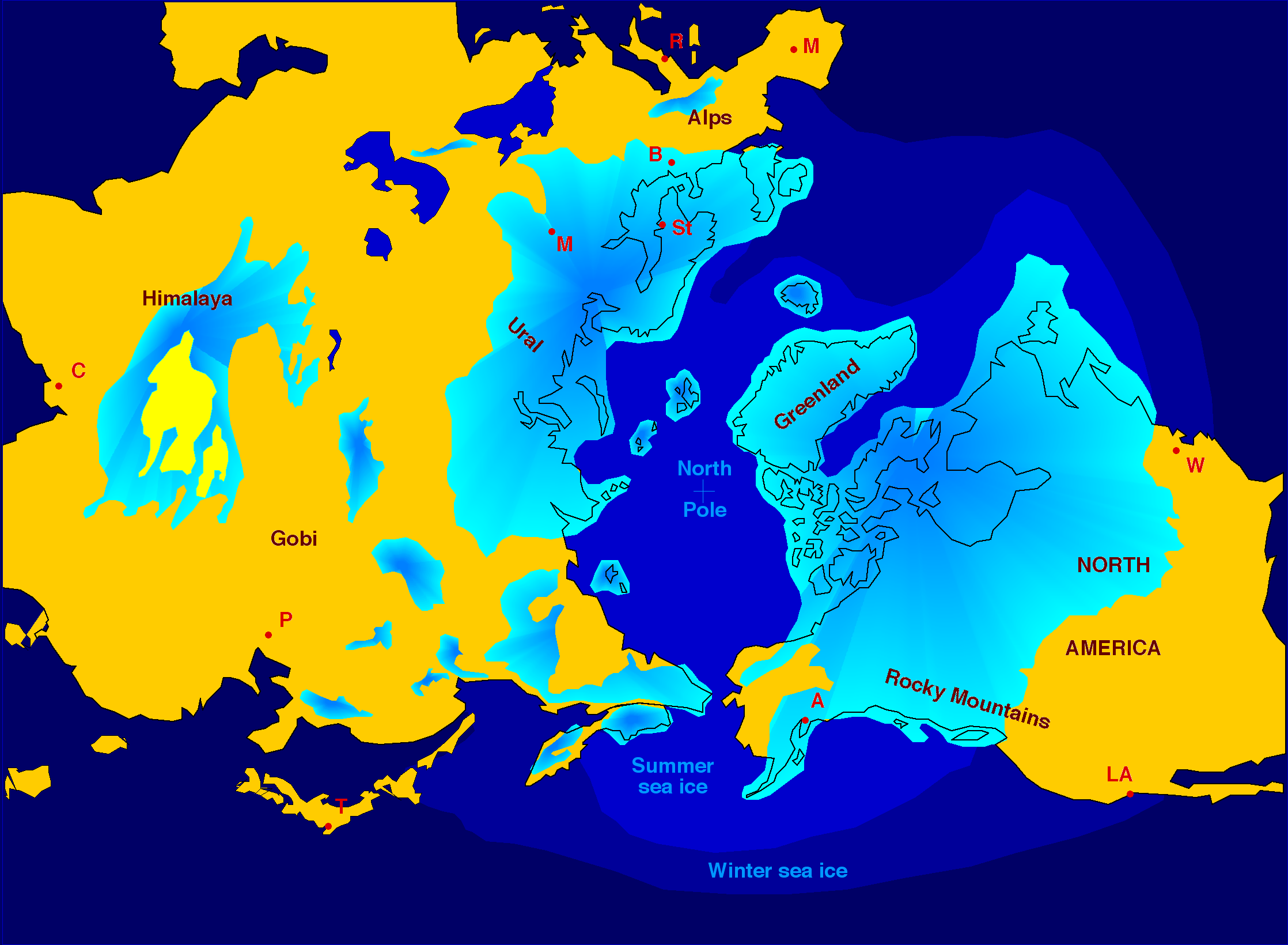
Четвертинне зледеніння. Поширення льодового покрову в Північній півкулі в період останнього льодовикового максимуму

Дрифтова теорія  (рос. дрифтовая теория, англ. drift theory, нім. Drifttheorie f) — теорія, згідно з якою валуни, які зустрічаються у четвертинних відкладах північних районів Європи, Азії і Північної Америки, розносилися айсбергами, які плавали по гіпотетичному морю. Її висунув у середині XIX ст. англійський вчений Ч.Лаєл. Наприкінці XIX ст. її спростувава П.Кропоткін, який довів льодовикове походження валунів.
Синонімічний вираз: Дрифтова теорія походження валунів.